# Afghanistan i olympiska sommarspelen 2004
Afghanistan hade en trupp innehållande 5 aktiva vid olympiska sommarspelen 2004. Det var första gången efter talibanväldets fall landet hade en trupp vid ett olympiskt spel, och för första gången fanns det kvinnliga deltagare från Afghanistan. Fanbärare vid invigningsceremonin var 100 meterslöparen Robina Muqim Yaar.
Muqim Yaar var kanske också den afghanske deltagare som var framgångsrikast under tävlingarna, då hon slog nationsrekord under försöken vid 100 meter.

## Boxning
Huvudartikel: Boxning vid olympiska sommarspelen 2004
| Idrottare         | Gren       | Sextondelsfinaler    | Åttondelsfinaler     | Kvartsfinaler        | Semifinaler          | Final                | Final            |
| Idrottare         | Gren       | Motståndare Resultat | Motståndare Resultat | Motståndare Resultat | Motståndare Resultat | Motståndare Resultat | Placering        |
| ----------------- | ---------- | -------------------- | -------------------- | -------------------- | -------------------- | -------------------- | ---------------- |
| Basharmal Sultani | Weltervikt | Hikal (EGY) L 12-40  | Gick inte vidare     | Gick inte vidare     | Gick inte vidare     | Gick inte vidare     | Gick inte vidare |

## Brottning
Huvudartikel: Brottning vid olympiska sommarspelen 2004
Herrarnas fristil
| Bashir Ahmad Rahmati | 55 kg | Pool 6 Mansurov (UZB) L 0-11 Batirov (RUS) L 0-20 | 3 | Gick inte vidare | Gick inte vidare | Gick inte vidare | Gick inte vidare |

## Friidrott
Huvudartikel: Friidrott vid olympiska sommarspelen 2004
Herrar
Bana, maraton och gång
| Idrottare     | Gren      | Heat     | Heat      | Kvartsfinal      | Kvartsfinal      | Semifinal        | Semifinal        | Final            | Final            |
| Idrottare     | Gren      | Resultat | Placering | Resultat         | Placering        | Resultat         | Placering        | Resultat         | Placering        |
| ------------- | --------- | -------- | --------- | ---------------- | ---------------- | ---------------- | ---------------- | ---------------- | ---------------- |
| Massoud Azizi | 100 meter | 11,66    | 8         | Gick inte vidare | Gick inte vidare | Gick inte vidare | Gick inte vidare | Gick inte vidare | Gick inte vidare |

Damer
Bana, maraton och gång
| Idrottare         | Gren      | Heat     | Heat      | Kvartsfinal      | Kvartsfinal      | Semifinal        | Semifinal        | Final            | Final            |
| Idrottare         | Gren      | Resultat | Placering | Resultat         | Placering        | Resultat         | Placering        | Resultat         | Placering        |
| ----------------- | --------- | -------- | --------- | ---------------- | ---------------- | ---------------- | ---------------- | ---------------- | ---------------- |
| Robina Muqim Yaar | 100 meter | 14,14 NR | 7         | Gick inte vidare | Gick inte vidare | Gick inte vidare | Gick inte vidare | Gick inte vidare | Gick inte vidare |

## Judo
Damer
| Idrottare     | Gren                | Sextondelsfinal          | Åttondelsfinal       | Kvartsfinal          | Semifinal            | Återkval             | Final                | Final            |
| Idrottare     | Gren                | Motståndare Resultat     | Motståndare Resultat | Motståndare Resultat | Motståndare Resultat | Motståndare Resultat | Motståndare Resultat | Placering        |
| ------------- | ------------------- | ------------------------ | -------------------- | -------------------- | -------------------- | -------------------- | -------------------- | ---------------- |
| Friba Razayee | Mellanvikt (-70 kg) | Blanco (ESP) L 0000–1000 | Gick inte vidare     | Gick inte vidare     | Gick inte vidare     | Gick inte vidare     | Gick inte vidare     | Gick inte vidare |